# Mustangs at Las Colinas
Mustangs at Las Colinas est une sculpture équestre située à Las Colinas (en), dans la banlieue d'Irving au Texas. La sculpture commémore les mustangs sauvages qui se trouvaient historiquement au Texas.
Œuvre du sculpteur Robert Glen, il s'agit de l'une des plus grandes statues équestres au monde. Elle représente un groupe de chevaux qui traverse un faux cours d'eau ; des fontaines donnant l'effet des éclaboussures des sabots des animaux.

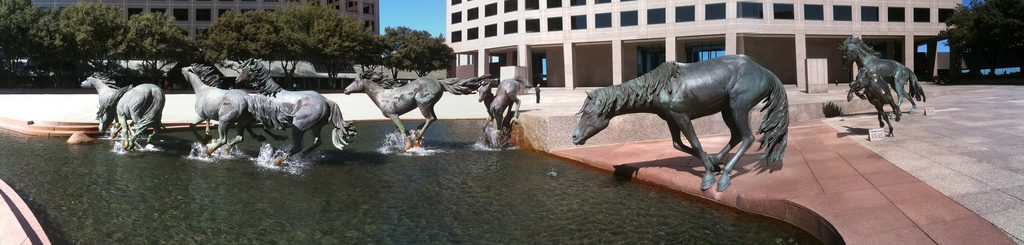
Mustangs at Las Colinas.